# Seznam konstrukčních soustav panelových domů v Česku
Toto je seznam hlavních konstrukčních soustav panelových domů, které se používaly na území Česka. 

### Řada G
| Jméno | Začátek výstavby | Rozpon | Fotografie | Poznámka                                                                           |
| ----- | ---------------- | ------ | ---------- | ---------------------------------------------------------------------------------- |
| G40   | 1953             | 3,6m   |            | Soustava G40 má výšku pět podlaží a nemá výtahy ani balkóny. 40 Bytů.              |
| G32   | 1953             | 3,6m   |            | Nízká varinata G40. Má výšku čtyř podlaží. 32 bytů.                                |
| G55   | 1955             | 3,6m   |            | Rohová varianta typu G40. Opět má výšku pět podlaží. 55 bytů.                      |
| G57   | 1957             | 3,6m   |            | Jedna z nejpoužívanějších soustav na území Česka, používaná až do počátku 70. let. |

### Řada T – 40., 50. léta
| Jméno                         | Začátek výstavby | Fotografie                              | Poznámka                                                 |
| ----------------------------- | ---------------- | --------------------------------------- | -------------------------------------------------------- |
| - T11 - T12 - T13 - T14       | Konec 40. let    |                                         | Výstavba na sídištích tzv. Dvouletkách                   |
| - T15 - T16 - T22 - T52 - T72 | Začátek 50. let  | První obytný panelový dům v Praze - T16 | Stavěny většinou ještě v tématu socialistického realismu |
| T01B                          | 1958             |                                         | Domy se sedlovou střechou max. 3 NP                      |
| - T02B - T02B-0S              | 1958             |                                         | Domy s plochou i sedlovou střechou obvykle 4 NP          |
| - T03B - T03B-OS              | 1958             |                                         | Domy s plochou střechou a nově i výtahem.                |

### Řada T – 60. léta až 80. léta
| Jméno | Začátek výstavby | Rozpon  | Fotografie | Poznámka                                                                                      |
| ----- | ---------------- | ------- | ---------- | --------------------------------------------------------------------------------------------- |
| T06B  | 1962             | 3,6m    |            | Tato varianta se stavěla masově po celém území Česka. Existují desítky variant této soustavy. |
| T07B  | 1962             | 3m a 6m |            | Experimentální soustava.                                                                      |
| T08B  | 1962             | 6m      |            |                                                                                               |
| T09B  | 1962             | -       |            | Experimentální soustava                                                                       |

### Soustavy NKS
Takzvané Nové konstrukční soustavy již měly okna s lepší izolací a dvouplášťové střechy. Stropní panely pokojů byly při stavbě provařeny nejen k nosným stěnám, ale i navzájem.
| Jméno   | Začátek výstavby | Rozpon               | Fotografie | Poznámka |
| ------- | ---------------- | -------------------- | ---------- | --- |
| VM-OS   | 60. léta         |                      |            | Výstavba primárně v Severomoravském kraji.                                                                                               |
| B70     | 1970             |                      |            | |
| BA-NKS  | 1971             | 2,4 m, 3,0 m a 4,2 m |            | Specifikem této soustavy jsou malá chodební okna, přesně umístěná nad vchodovými dveřmi. Masivní výstavba probíhala v severních Čechách. |
| VVÚ-ETA | 1974             | 3m, 6m               |            | Jedna z hlavních soustav, velmi masivní výstavba hlavně na pražských sídliších.                                                          |

### Soustavy PS
Panelová soustava, kterou realizovaly Pozemní stavby Plzeň.
| Jméno   | Poznámka                                     |                                   |
| ------- | -------------------------------------------- | --------------------------------- |
| PS 61   | Výstavba na Plzeňsku, na jihu Čech a v Praze | PS 69/2 v Klatovské Jateční ulici |
| PS 69   | Výstavba na Plzeňsku, na jihu Čech a v Praze | PS 69/2 v Klatovské Jateční ulici |
| PS 69/2 | Výstavba na Plzeňsku, na jihu Čech a v Praze | PS 69/2 v Klatovské Jateční ulici |

### Soustavy HK
| Jméno | Rozpon                     | Poznámka                        |
| ----- | -------------------------- | ------------------------------- |
| HK60  | 3m, 6,25m                  | Výstavba ve Východočeském kraji |
| HK65  | 3m, 6,25m                  | Výstavba ve Východočeském kraji |
| HK69  |                            | Výstavba ve Východočeském kraji |
| HKS70 | 3,6m, 4,2m                 | Výstavba ve Východočeském kraji |
| HKS-G | 2,4 m, 3,0 m, 3,6 m, 4,2 m | Výstavba ve Východočeském kraji |

### Soustavy OP 1.XX
| Jméno   | Začátek výstavby | Rozpon               | Fotografie | Poznámka                                                        |
| ------- | ---------------- | -------------------- | ---------- | --------------------------------------------------------------- |
| OP 1.11 | 1980             | 2,4m, 3m, 4,2m       |            | Sídliště Barrandov v Praze                                      |
| OP 1.13 | 1980             | 2,4m, 3m, 4,2m       |            | Výstavba v Severomoravském kraji                                |
| OP 1.21 | 1980             | 1,8m, 2,4m, 3m, 4,2m |            | Výstavba v Severočeském kraji a Praze                           |
| OP 1.31 | 1988             | 3m, 4,2m             |            | Nejmladší konstrukční soustava, vystavěno pouze cca. 2000 bytů. |

### Soustavy GOS
| Jméno       | Počet pater | Poznámka                                                |
| ----------- | ----------- | ------------------------------------------------------- |
| GOS64       | 4           | Ostravská verze soustavy G57, výstavba pouze v Ostravě. |
| GOS66       | 8           | Ostravská verze soustavy G57, výstavba pouze v Ostravě. |
| GOS Bichler | 12          | Ostravská verze soustavy G57, výstavba pouze v Ostravě. |

### Jedinečné soustavy
| Jméno          | Rozpon              | Fotografie | Poznámka                                                                                      |
| -------------- | ------------------- | ---------- | --------------------------------------------------------------------------------------------- |
| Larsen-Nielsen | 2,7 m, 3,6 m, 4,5 m |            | Původem dánská soustava, výstavba primárně v Praze - Háje a Chodov, Bohnice, Modřany a Košík. |
| MS Průmstav    |                     |            |                                                                                               |